# Stauseegemeinde
Die Stauseegemeinde (luxemburgisch Stauséigemeng, französisch Commune du Lac de la Haute-Sûre) ist eine Gemeinde im Großherzogtum Luxemburg und gehört zum Kanton Wiltz.
Die Gemeinde, die sich an beiden Ufern des Obersauer-Stausees am Oberlauf der Sauer befindet, entstand am 1. Januar 1979 durch Fusion der Gemeinden Mecher und Harlingen. Das Gemeindehaus befindet sich in Böwen.

## Wappen
Blasonierung: „Das dreigeteilte Wappen hat oben ein lediges rotes Feld, mittig ein goldenes mit vier schwarzen rechtsschrägen Balken und unten in Blau einen silbernen Hecht.“

## Zusammensetzung der Gemeinde
Die Gemeinde Lac de la Haute-Sûre besteht aus den Ortschaften:
- Böwen (frz. Bavigne, lux. Béiwen)
- Harlingen (frz. Harlange, lux. Harel)
- Kaundorf (lux. Kauneref)
- Liefringen (frz. Liefrange, lux. Léifreg)
- Mecher (lux. Meecher)
- Nothum (lux. Noutem)
- Ischpelt (frz. Tarchamps, lux. Iischpelt)
- Walter (frz. Watrange)

## Nachweise
1. ↑  STATEC Luxembourg – Population par canton et commune 2015–2023 (franz.)